# Jean Schuler
Jean Schuler (* 15. Januar 1912 in St. Ingbert; † 2. Mai 1984 in Paris) war ein deutscher Maler.

## Biografie
Schuler wurde in eine gut situierte bürgerliche Familie geboren. Dies ermöglichte ihm nach seinem Abitur am St. Ingberter Reform-Realgymnasium (1931) ein finanziell sorgenfreies Studium der Malerei an der Münchener Akademie der Bildenden Künste bei Karl Caspar, das er 1933 nach der Machtergreifung Hitlers abbrach. Im gleichen Jahr siedelte er nach Berlin über, da ihm die Stadt liberaler und avantgardistischer erschien als die „NS-Hauptstadt“ München. In Berlin wurde er bekannt mit Emil Nolde, den er sehr verehrte und dessen Atelierschüler er wurde. In Noldes Umfeld wurde er auch mit dem Werk Oskar Kokoschkas bekannt, wie später Nolde auch ein von den Nazis verfemter „entarteter“ Künstler.
1935–1937 leistete Schuler seinen Wehrdienst ab, danach kehrte er für einige Jahre nach St. Ingbert zurück. Ende 1937 unternahm er eine Studienreise nach Paris zu einer umfassenden El-Greco-Ausstellung; dies war seine erste Bekanntschaft mit der französischen Hauptstadt, „... die seine zweite Heimat werden und sein ganzes späteres Leben prägen sollte“ (Sabine Jung). Vor Ausbruch des Zweiten Weltkrieges begab sich der Künstler 1939 auf eine weitere Studienreise durch Schweizer Museen. Im November des gleichen Jahres wurde er zur Wehrmacht eingezogen. Während der gesamten Kriegszeit hatte Schuler das Glück, an keinen Kampfhandlungen beteiligt zu sein. Nach Kriegsende geriet er in britische Gefangenschaft, aus der er Ende 1946 entlassen wurde.
Schuler lebte wieder in St. Ingbert, besuchte aber zunehmend häufiger Malerfreunde in Paris; im Jahr 1949 ließ er sich ganz an der Seine nieder. Dort integrierte er sich schnell in die Kunst-Szene und erwarb sich rasch den Ruf eines aufstrebenden jungen Künstlers. In der Pariser „Galerie Saint-Placide“ hatte er seine erste umfassende Einzelausstellung, in zahlreichen Gemeinschaftsausstellungen war er vertreten. In den fünfziger Jahren hatte Schuler eine starke kreative Schaffensphase, über 200 Ölgemälde und Gouachen entstanden. In besonderer Weise beeinflussten ihn zusehends die Arbeiten von Picasso und Braque wie auch die gesamte Entwicklung des Kubismus.
„Als einer der ersten saarländischen Künstler, die Paris nach dem Krieg nicht nur besuchten, sondern dort ihren Wohnsitz nahmen, war Schuler eine erste Anlaufadresse für viele nachfolgende, hauptsächlich saarländische Kollegen“ (Sabine Jung). Finanziell war der Künstler sehr schlecht gestellt. Durch Gelegenheitsarbeiten und regelmäßige Ankäufe des saarländischen Kultusministerium konnte er sich ein kärgliches Leben sichern.
1951–1953 lebte Schuler wieder in Deutschland, in München bei seiner Schwester und in St. Ingbert bei Freunden. Anfang 1953 zog er wieder nach Paris zurück, da ihm die alte Heimat fremd geworden war. In den Folgejahren hatte Schuler zahlreiche Ausstellungen sowohl in französischen wie auch in saarländischen Museen und Galerien. 1954 heiratete er Louise Richard, die zwei Kinder mit in die Ehe brachte; der gemeinsame Sohn Gérard wurde Ende des gleichen Jahres geboren. Zu dieser Zeit übernahm Schuler eine Stelle bei der großen Pariser Druckerei Trapinex, die er 20 Jahre lang innehatte und die seiner Familie ein Existenzminimum sicherte.
1965 lernte er den St. Ingberter Industriellen Franz-Josef Kohl-Weigand kennen, einen Mäzen und Kunstsammler, der in der Folgezeit neben anderen Künstlern auch Schuler förderte. Er verhalf ihm zu etlichen Ausstellungen, die ihm zwar Anerkennung, aber keine größeren Verkäufe brachten. Anfang der siebziger Jahre traten bei Schuler immer stärker Alkoholprobleme auf, die seine Gesundheit stark beeinträchtigte. Auch seine Ehefrau litt unter größer werdenden gesundheitlichen Problemen, die 1974 zu ihrem Tod führten.
Ab etwa 1975 hatte sich Schuler mit seiner sich dem Zeitgeschmack verweigernden Kunst durchgesetzt, der Kreis seiner Sammler und Förderer erweiterte sich erheblich. Dies führte endlich zu der ersehnten finanziellen Sicherheit für sich und seinen bei ihm lebenden Sohn. 1977 hatte Schuler in St. Ingbert die wohl wichtigste Ausstellung: über hundert Werke aus allen bisherigen Schaffensphasen boten einen repräsentativen Überblick über sein Œuvre durch vier Jahrzehnte. In den Folgejahren litt der Künstler immer stärker an degenerativen Muskelerkrankungen und schweren Depressionen. Er sonderte sich ab von seiner Umgebung, sein Krankheitszustand verschlechterte sich rapide. Am 2. Mai 1984 starb Jean Schuler in einem Pariser Krankenhaus; beigesetzt wurde er auf dem Pariser Friedhof Père-Lachaise.

## Künstlerisches Werk
Das Werk Jean Schulers hat seine Wurzeln im deutschen Expressionismus, den er in seiner Münchener und Berliner Zeit unmittelbar erlebt und der ihn auch in seinen künftigen Arbeiten prägen wird. „Diesem Stil mit seiner Farb- und Formauffassung sowie seiner kritischen Menschensicht fühlt sich Schuler zeitlebens wahlverwandt. Auf ureigenste Weise spürt er dieser Kunstrichtung drei Jahrzehnte nach deren Entstehen und Blüte nach“ (Jung). In besonderer Weise wird der Künstler durch seinen Münchener Akademielehrer Karl Caspar geprägt. Caspar machte seinen Schüler vertraut mit den seinerzeitigen führenden deutschen Expressionisten, zu denen er intensive Verbindungen pflegte: Alexej von Jawlensky, Karl Schmidt-Rottluff, Max Beckmann, Otto Dix, Karl Hofer und Adolf Hölzel.
Während seiner Pariser Jahre kam Schuler mit den Zeitströmungen der französischen Moderne in Berührung; Fauvismus und der von Robert Delaunay  begründete Orphismus, dessen deutsche Vertreter August Macke und Franz Marc waren, hatten großen Einfluss auf die künstlerische Sichtweise Schulers.
Der Künstler arbeitete überwiegend figurativ, wie sein umfangreiches Lebenswerk ausweist. In seinen Werkgruppen (Porträts, Tiere, Landschaften, Akte, religiöse Sujets, Stillleben) lässt er zwar zahlreiche abstrakte Elemente einfließen, gegenständliche Grundzüge seiner Arbeiten sind jedoch in fast jedem Werk zu entdecken. Seine Auseinandersetzung mit dem Kubismus bringt Schuler im Laufe der Jahre zu einer sehr eigenen künstlerischen Handschrift, die sich dem abstrakten Expressionismus annähert. In den letzten drei Jahrzehnten seines Schaffens erfolgt keine entscheidende stilistische Fortentwicklung in der Bildsprache des Künstlers.
Jean Schuler arbeitete mehr spontan und intuitiv als analytisch oder konkret-konstruktiv. Er wollte seine Empfindungen und Gefühle sehr direkt umsetzen. „Unkontrollierbare menschliche Leidenschaften, letztlich das Chaos, wirken in Werk und Person des Künstlers stärker als der ordnende Verstand. Malen ist für ihn lebensnotwendig wie Essen, Trinken oder Schlafen“ (Jung).

## Auszeichnungen / Preise
- 1958 Albert-Weisgerber-Preis für Bildende Kunst der Stadt St. Ingbert

## Ausstellungen (Auswahl)
- 1946 Erste Kunstausstellung Bund Bildender Künstler an der Saar (Saarlandmuseum, Saarbrücken)
- 1948 Einzelausstellung Rathausgalerie St. Ingbert
- 1949 Einzelausstellung Galerie Saint-Placide, Paris
- 1950 Gemeinschaftsausstellung Salon d’Automne, Paris
- 1953 Einzelausstellung Galerie Vivant, Paris
- 1954 Neue Darmstädter Sezession, Jahresausstellung in Wien
- 1959 Große Kunstausstellung München (Haus der Kunst)
- 1960 Einzelausstellung (Grafiken), Kunstverein Darmstadt
- 1962 Einzelausstellung Galerie Elitzer, Saarbrücken
- 1965 Einzelausstellung Galerie Voelter, Ludwigsburg
- 1972 Einzelausstellung Goethe-Institut, Algier
- 1977 Einzelausstellung Kulturhaus St. Ingbert
- 1979 Einzelausstellung Le nouveau salon de Paris
- 1980 Einzelausstellung Galerie Divergence, Metz
- 1984 Gedächtnisausstellung für Jean Schuler (Rathaus-Galerie), St. Ingbert
- 1988 Jean Schuler – das Primat von Farbe und Form. Ausstellung im Kulturhaus, St. Ingbert

## Bibliographie (Auswahl)
- Költzsch, Georg W.: Der Mythos vom Menschen – Jean-Schuler-Ausstellung in der Galerie Elitzer. In: Saarheimat, Jg. 7 (1963), Heft 6.
- Jung, Sabine: Jean Schuler – das Primat von Farbe und Form. [Katalog zur Ausstellung im Kulturhaus St. Ingbert]. St. Ingbert: Selbstverlag des Kulturamtes, 1988.
- Jung, Sabine: Jean Schuler 1912 bis 1984 – Leben und Werk. [Dissertation]. Saarbrücken: Institut für Landeskunde im Saarland, 1996. 402 S., zahlr. Abb. mit Werkverzeichnis. (=Veröffentlichungen des Instituts für Landeskunde im Saarland; Bd. 36) ISBN 978-3-923877-36-2